# Primeira Nação Lil'wat

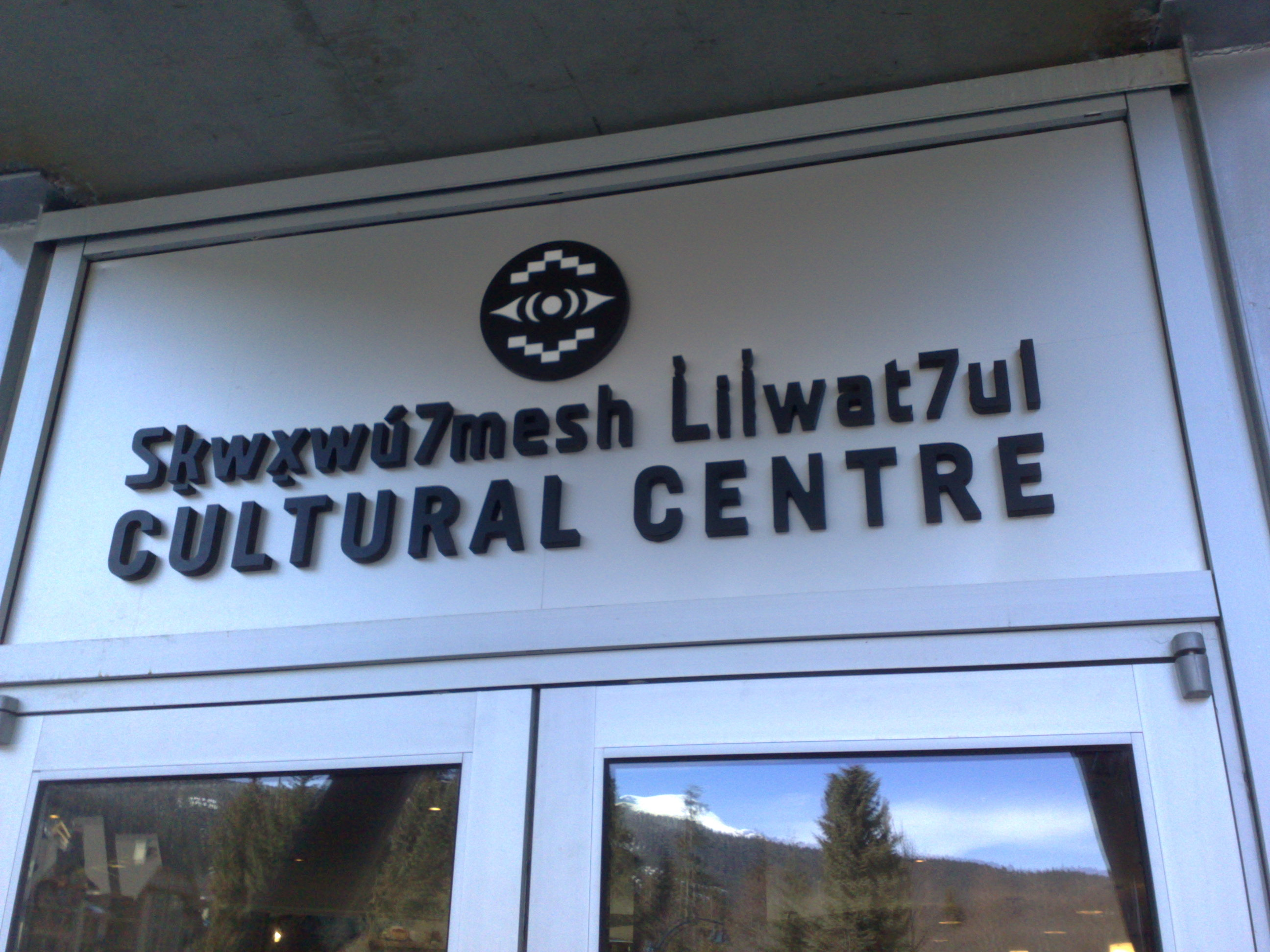
Acesso ao Centro cultural Squamish Lil'wat em Vancouver. Fotografia de Roland Tanglao.

A Primeira Nação Lil'wat é uma das quatro Primeiras Nações do Canadá, cujo povo vive principalmente no interior da Colúmbia Britânica.